# East Whitburn House
East Whitburn House ist ein ehemaliger Bauernhof in der schottischen Ortschaft Whitburn in der Council Area West Lothian. Das exakte Baujahr ist nicht verzeichnet, sodass nur das frühe 19. Jahrhundert als Bauzeitraum angegeben werden kann. Das Gebäude wurde zwischenzeitlich zu einem Wohngebäude umgenutzt. 1980 wurde das Bauwerk in die schottischen Denkmallisten in der Denkmalkategorie C aufgenommen.

## Beschreibung
Das Gebäude liegt am Westrand des Whitburner Ortsteils East Whitburn an der Straße Barns Court. Stilistisch weist das zweistöckige East Whitburn House die Merkmale der schlichten Georgianischen Architektur auf. Das mittig an der ostexponierten Gebäudeseite installierte Eingangsportal ist von Blendpfeilern flankiert. Sie tragen ein schlichtes Gesims. Das Gebäude schließt mit schiefergedeckten Satteldächern.